# Leptotarsus drakensbergensis
Leptotarsus drakensbergensis är en tvåvingeart som först beskrevs av Alexander 1956.  Leptotarsus drakensbergensis ingår i släktet Leptotarsus och familjen storharkrankar. Inga underarter finns listade i Catalogue of Life.